# Orchestre symphonique de la NHK
L'Orchestre symphonique de la NHK est un orchestre symphonique japonais établi à Tokyo et fondé le 5 octobre 1926 par Hidemaro Konoye sous le nom de « Nouvel orchestre symphonique ». En 1927, il est l'orchestre de la radio.

## Chefs permanents et directeurs musicaux
- Hidemaro Konoye (janvier 1926-février 1935)
- Josef König (avril 1927-avril 1929)
- Nicolai Schifferblatt (juillet 1929-juillet 1936)
- Joseph Rosenstock (août 1936-septembre 1946 chef permanent; mars 1956-mars 1957 chef principal)
- Hisatada Otaka (avril 1942-février 1951† chef à temps plein)
- Kazuo Yamada (avril 1942-juillet 1951 chef à temps plein)
- Shin'ichi Takata (avril 1944-mai 1951 chef à temps plein)
- Kurt Wöss (Septembre 1951-août 1954 chef principal)
- Niklaus Aeschbacher (août 1954-mars 1956 chef principal)
- Wilhelm Loibner (mars 1957-février 1959 chef principal)
- Wilhelm Schüchter (février 1959-mars 1962 chef principal)
- Alexander Rumpf (août 1964-juillet 1965 chef principal)
- Hiroyuki Iwaki (février 1969-juin 2006† chef permanent)
- Tadashi Mori (février 1979-mai 1987† chef permanent)
- Yūzō Toyama (février 1979- juillet 2023†)
- Hiroshi Wakasugi (avril 1995-juillet 2009† chef permanent)
- Charles Dutoit (septembre 1996-août 1998 chef principal; septembre 1998-août 2003 directeur musical)
- Vladimir Ashkenazy (septembre 2004-août 2007 directeur musical)
- André Previn, (septembre 2009-août 2012Principal Guest Conductor)
- Tadaaki Otaka, (janvier 2010-2016 chef permanent)
- Paavo Järvi, (octobre 2016-2022, chef principal)
- Fabio Luisi (depuis 2022[2])

## Chefs honoraires
- Joseph Rosenstock (août 1951-octobre 1985†)
- Joseph Keilberth (janvier 1967-juillet 1968†)
- Lovro von Matačić (janvier 1967-janvier 1985†)
- Wolfgang Sawallisch (janvier 1967-October 1994; novembre 1994 Honorary Conductor Laureate; février 2013†)
- Otmar Suitner (janvier 1973-janvier 2010†)
- Horst Stein (mars 1975-juillet 2008†)
- Herbert Blomstedt (janvier 1986-)
- Charles Dutoit (septembre 2003 Music Director Emeritus)
- Vladimir Ashkenazy (septembre 2007- Conductor Laureate)
- André Previn (septembre 2012– Guest Conductor Emeritus)